# Kuželov
Kuželov (německy Kuzelau, Kuschelau) je obec v okrese Hodonín v Jihomoravském kraji. Leží tři kilometry jihozápadně od Velké nad Veličkou v horňácké oblasti Slovácka na severním svahu hlavního hřebene Bílých Karpat v nadmořské výšce 294 m n. m. na katastrální ploše 1016 ha. Žije zde 402 obyvatel.

## Název
Původní tvar jména vesnice byl Kuželové. Jméno bylo odvozeno od kužele pro spřádání vláken. Tvar Kuželové převládal do konce 16. století, od 17. století se používalo Kuželov (poprvé doloženo 1515).

## Historie
První písemná zmínka o vesnici pochází z roku 1406 (z Kuželového: Cuzeloweho). Při úpravě státní hranice se Slovenskem roku 1997 ztratila obec některé pozemky na jihovýchodě svého tehdejšího katastru.

## Obyvatelstvo
| Rok            | 1869 | 1880 | 1890 | 1900 | 1910 | 1921 | 1930 | 1950 | 1961 | 1970 | 1980 | 1991 | 2001 | 2011 | 2021 |
| -------------- | ---- | ---- | ---- | ---- | ---- | ---- | ---- | ---- | ---- | ---- | ---- | ---- | ---- | ---- | ---- |
| Počet obyvatel | 586  | 655  | 670  | 678  | 703  | 659  | 582  | 560  | 567  | 476  | 454  | 434  | 436  | 398  | 386  |
| Počet domů     | 141  | 142  | 148  | 144  | 146  | 146  | 153  | 148  | 139  | 129  | 130  | 140  | 144  | 146  | 144  |

## Obecní správa

### Obecní symboly
Znak a vlajka byly obci uděleny rozhodnutím předsedy Poslanecké sněmovny Parlamentu České republiky dne 25. března 2005.

## Samospráva
V letech 1998 až 2014 byl starostou Ing. Jiří Prášek. Na ustavujícím zasedání zastupitelstva v listopadu 2014 byl do této funkce zvolen Milan Kostelanský.

## Pamětihodnosti
V obci se nachází kostel Nejsvětější Trojice postavený v roce 1718 a v roce 1768 stavebně rozšířený, jako součást procesu rekatolizace místního obyvatelstva.
Významnou technickou památkou je větrný mlýn holandského typu stojící na kopci nad obcí, který byl postaven roku 1842 a fungoval do roku 1946. Od 70. let 20. století jej jako památku spravuje Technické muzeum v Brně.
V roce 1990 byla v blízkosti mlýna na vrchu Bojiště vystavěna větrná elektrárna na třicetimetrovém stožáru se třemi vrtulovými listy.

## Fotogalerie

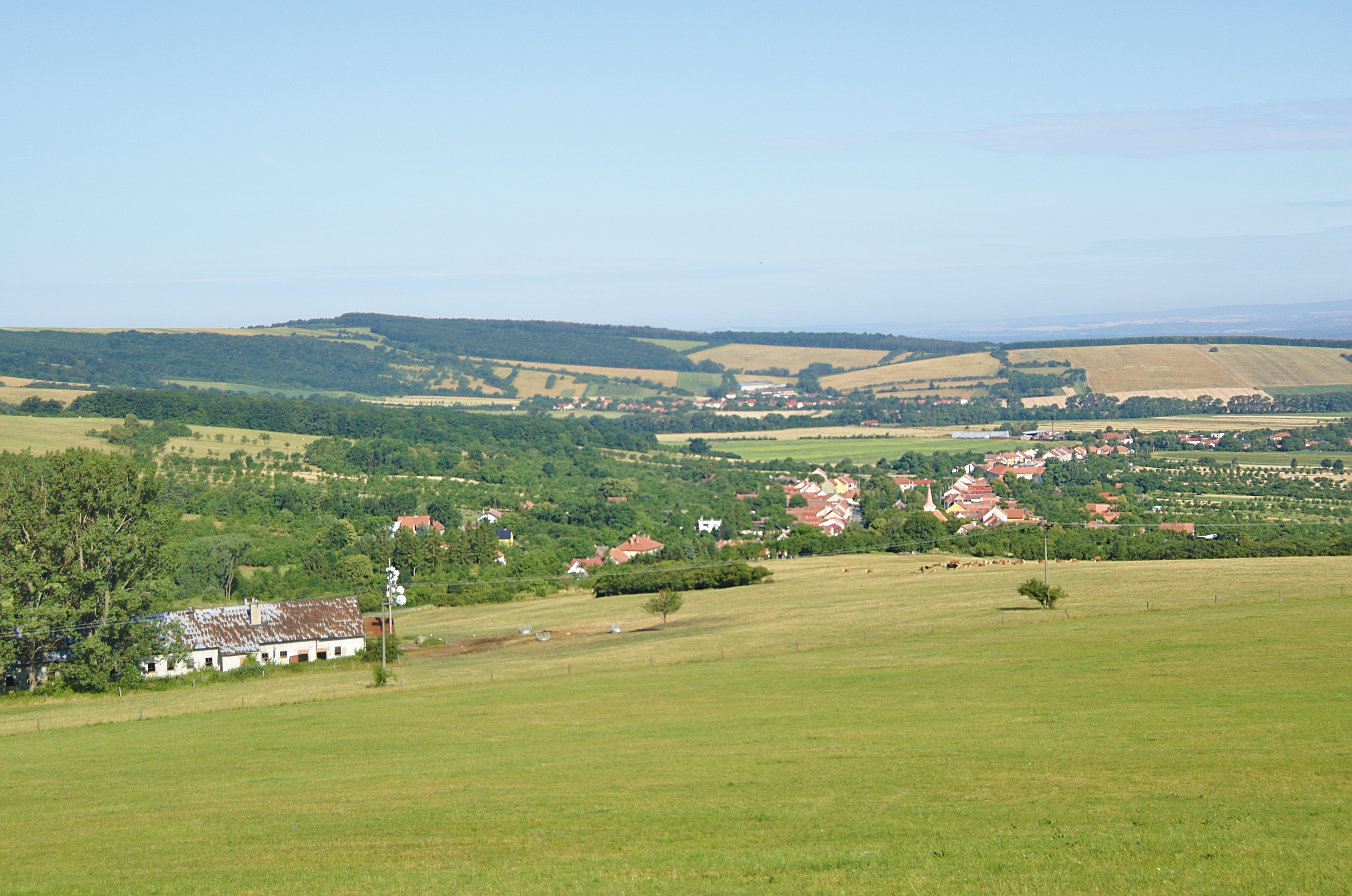
Pohled na obec od jihovýchodu
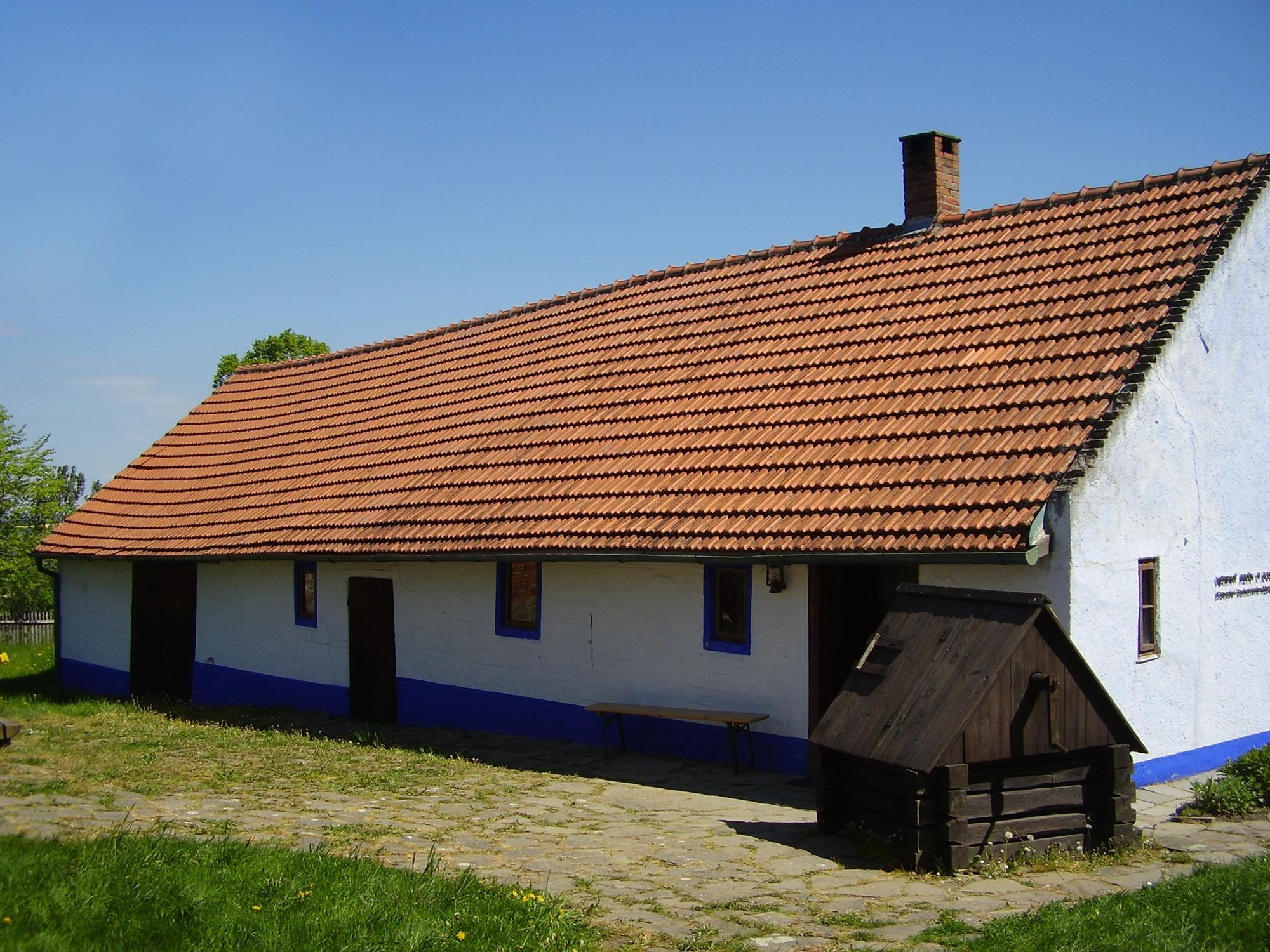
muzeum v dobové budově u Kuželovského mlýna
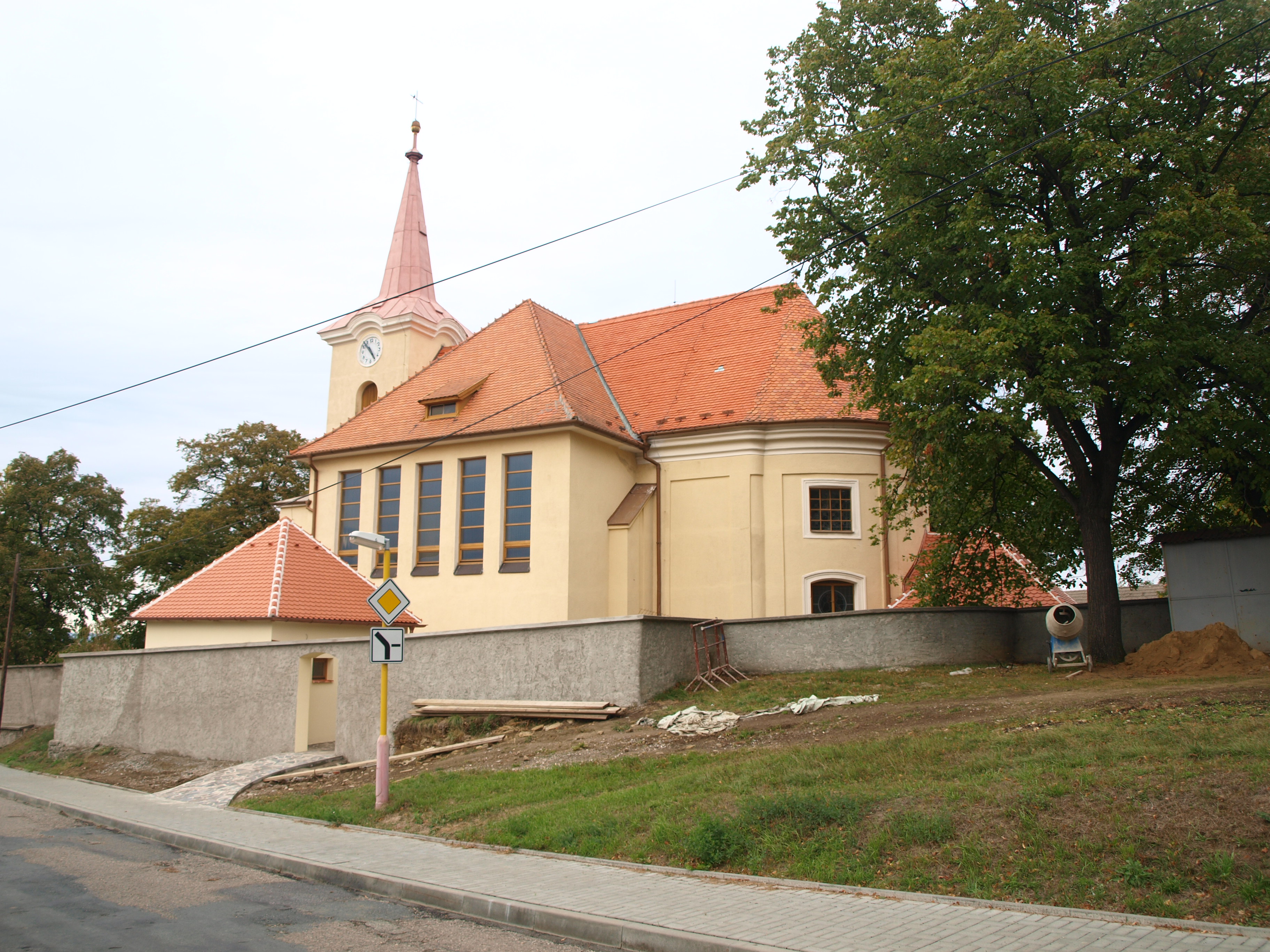
Kostel Nejsvětější Trojice
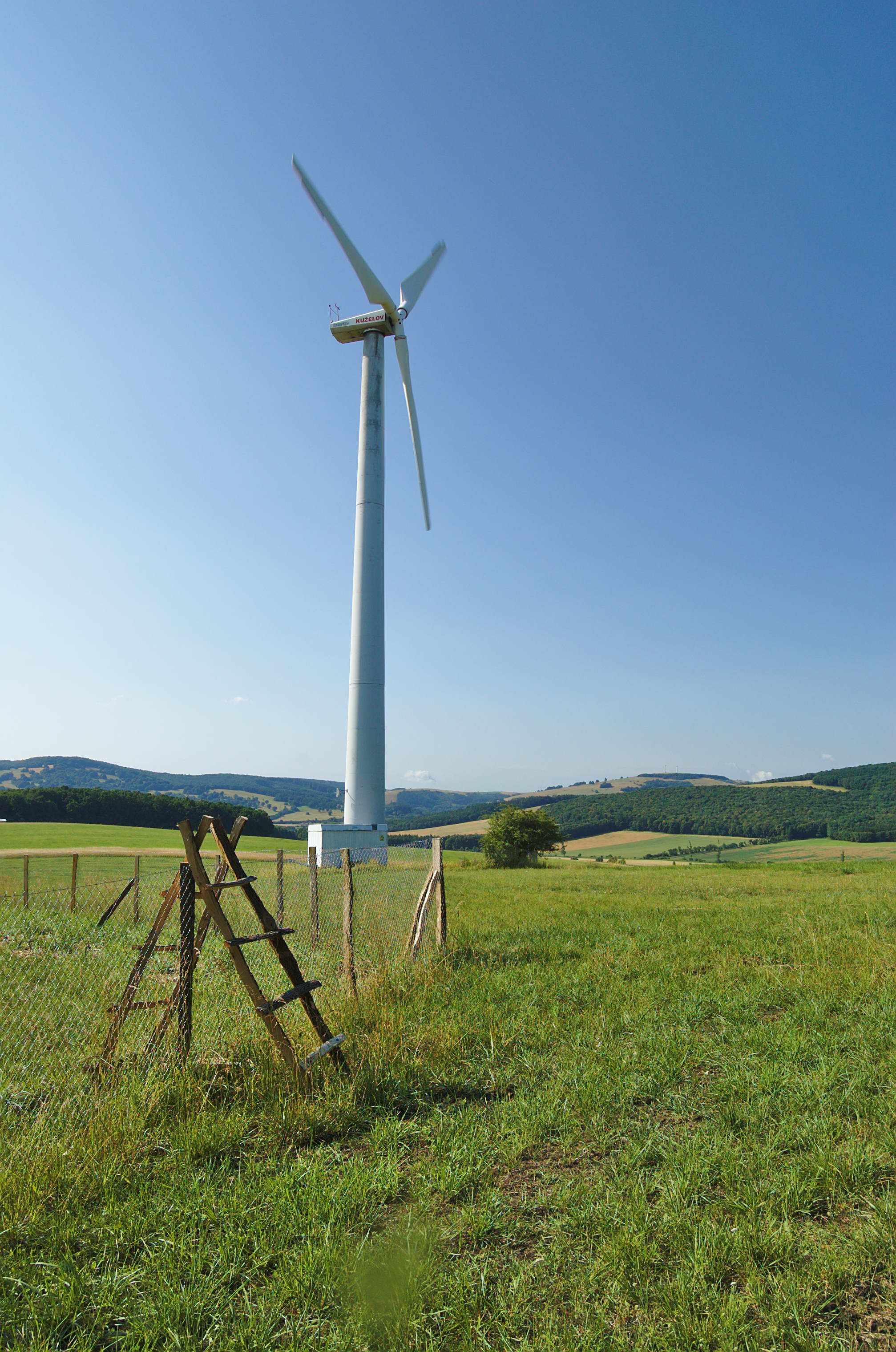
Větrná elektrárna Kuželov
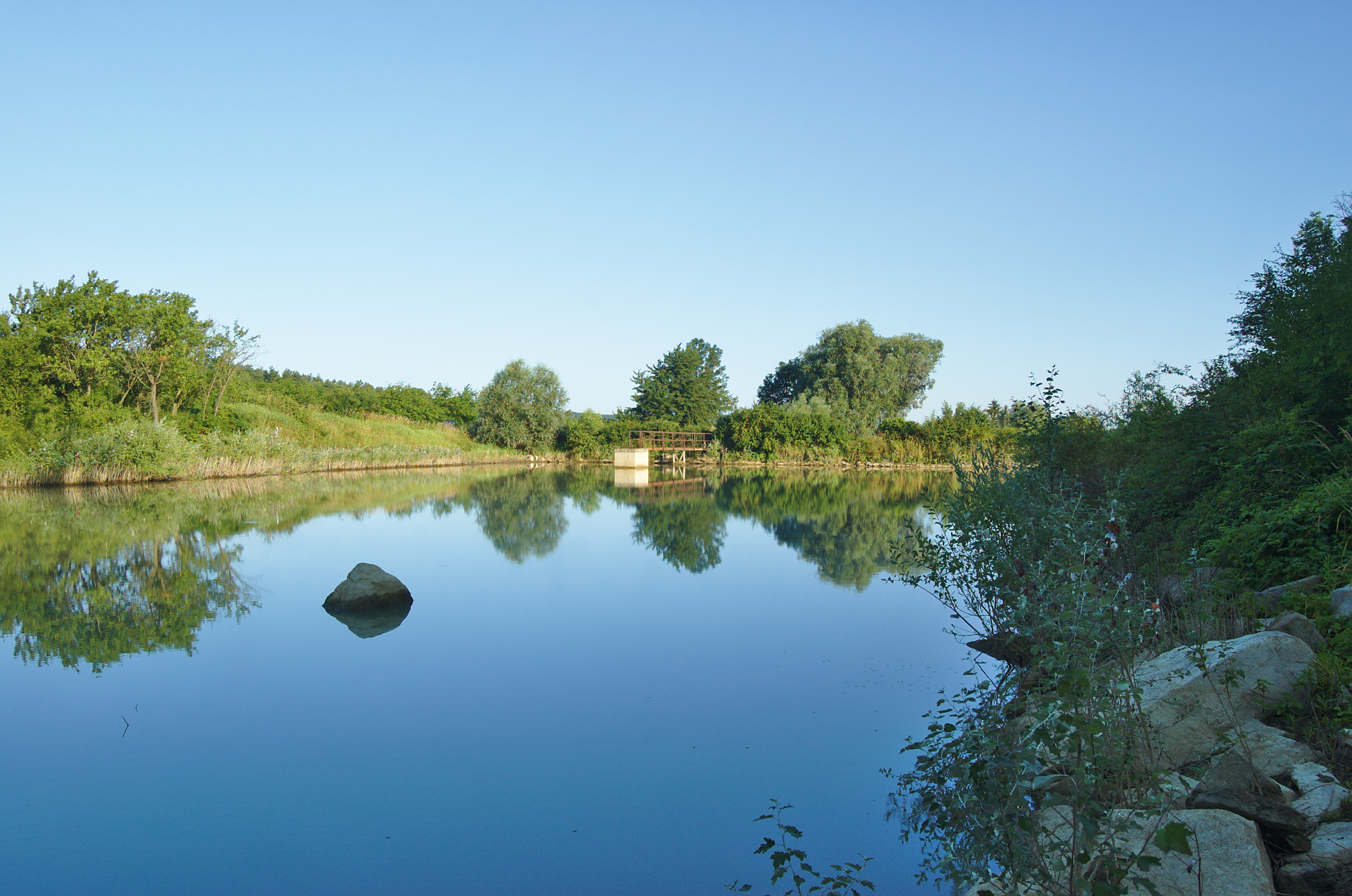
Rybník jižně nad obcí